# 椀屋久右衛門
椀屋 久右衛門（わんや きゅうえもん、生没年不詳）は、江戸時代の豪商。

## 経歴・人物
大坂堺筋の豪商で椀や皿を商った。遊女松山と深い仲になり、豪遊のすえ発狂して水死したと伝えられる。没したのは菩提寺円徳寺の過去帳によると、延宝4年(1676年) 7月31日とあるが諸説ある。井原西鶴はこの稀代の放蕩者をモデルに浮世草子『椀久一世の物語』を書いた。その他、演劇や舞踊の素材としても好まれて数多くの作品が作られた（椀久物）。紀海音の浄瑠璃『椀久末松山』や、長唄『其面影二人椀久』などが有名である。墓所が大阪市実相寺にある。